# گاروان (استان گابرووو)
گاروان (به بلغاری: Garvan) یک منطقهٔ مسکونی در بلغارستان است که در شهرستان گابروو واقع شده‌است.